# Карбелашвили, Гиви Луарсабович
Гиви Луарсабович Карбелашвили (17 февраля 1923, Гурджаани, ССРГ, ЗСФСР, СССР — 14 января 1994, Цхнети, Грузия) — советский и грузинский писатель, государственный и общественный деятель, член Союза писателей СССР.

## Биография
После окончания 18-й Тбилисской верийской гимназии, стал студентом филологического факультета Тбилисского государственного университета им. Иванэ Джавахишвили в 1939—1944 годах. Переводчик лагеря военнопленных Манглиси (1941—1943). В 1944 году направлен в высшую дипломатическую школу МИД СССР, которую с отличием оканчивает в 1946 году.
1946—1952 гг — работа в МИД СССР на разных должностях, в том числе руководителем управления востока. Основатель всесоюзного общества «Родина».
С 1952—1955 гг — председатель грузинского общества культурных связей (ГОКС). С 1971 по 1988 год главный редактор газеты «Самшобло» (Родина), адресованной соотечественникам вне родины.
С 1950-х годов активно ведёт писательскую деятельность. Его перу принадлежат множество новелл и рассказов.
Похоронен в Сабурталинском Пантеоне общественных деятелей (Тбилиси).

## Работы
Переводы
- Леонид Леонов — «Русский Лес»
- Алексей Толстой — «Петр Первый», «Гиперболоид инженера Гарина»
- Гарегин Севунц — «Тегеран»
- Эрих М. Ремарк — «Три товарища»

Издания, произведения
- «Одна горстка земли» (ერთი პეშვი მიწა)
- «Несравненная грузия в октябре» (რა შეედრება საქართველოს ოქტომბრის თვეში)
- «Мной продуманное, мной прожитое» (რაც მიფიქრია რაც განმიცდია)

Романы 
- «Пламенем испепеленные сердца» и «Без Родины счастья нет» (переведены на русский, украинский, литовский, казахский языки)